# Палаца (Салерно)
Палаца је насеље у Италији у округу Салерно, региону Кампанија.
Према процени из 2011. у насељу је живело 274 становника. Насеље се налази на надморској висини од 27 м.